# Steve LaSpina
Steven Frank LaSpina (* 24. März 1954 in Wichita Falls, Texas) ist ein US-amerikanischer Jazz-Bassist.
La Spina wuchs in Chicago auf und zog 1979 nach New York City, wo er regelmäßig mit Musikern wie den Saxophonisten Benny Carter, Stan Getz und Phil Woods, den Sängern Joe Williams und Mark Murphy, den Trompetern Clark Terry, Chet Baker und Randy Brecker und dem Gitarristen Pat Martino zusammenarbeitete. In den 1980er Jahren spielte er in den Trios von Claude Bolling und Marian McPartland sowie im Ron McCroby Quartett und im Duo mit Jack Fragomeni. Seit Mitte der 1990er Jahre tourte LaSpina mit dem Gitarristen Jim Hall und nahm mit ihm mehrere Alben auf. Seit 1992 entstand eine Reihe von Alben unter eigenem Namen für SteepleChase Records, an denen Musiker wie Marc Copland, Billy Drewes, Jeff Hirshfield, Vic Juris (Music of Alec Wilder, 1996), Jim McNeely, Fred Hersch und Dave Ballou mitwirkten.
Er unterrichtete an der New York University, am College of St. Rose und seit 1999 an der William Paterson University und gab Kurse am Skidmore Jazz Institute des Berklee College of Music.

## Diskographie
- New Horizon mit Marc Copland, Billy Drewes, Jeff Hirshfield, (Steeplechase, 1992)
- Eclipse 1994
- When I'm Alone mit Marc Copland, Billy Drewes, Jeff Hirshfield, 1995
- Story Time mit Marc Copland, Billy Drewes, Jeff Hirshfield, Vic Juris, 1996
- Road Ahead mit Billy Drewes, Jeff Hirshfield, 1997
- When Children Smile mit Dave Ballou, Billy Drewes, Jeff Hirshfield, Vic Juris, 1997
- Distant Dream mit Billy Drewes, Fred Hersch, Jeff Hirshfield, Ben Monder, 2000
- The Bounce mit Dave Ballou, Billy Drewes, Jeff Hirshfield, 2001
- Remember When 2003
- Play Room mit Dave Ballou, Billy Drewes, Jeff Hirshfield, Gary Versace, 2006
- A Change in the Weather (SteepleChase, 2020)